# Mithankot
Mithankot (urdu: مِٹھّن کوٹ) – miasto w Pakistanie, w prowincji Pendżab. W 2006 roku miasto liczyło 16 346 mieszkańców.